# Júnior Fell
Júnior Fell (nacido el 10 de abril de 1992) es un futbolista brasileño que se desempeña como defensa.
Jugó para clubes como el Metropolitano, Ferencvárosi, Atlético Paranaense y Roasso Kumamoto.

## Trayectoria

### Clubes
| Club                | País    | Año         |
| ------------------- | ------- | ----------- |
| Metropolitano       | Brasil  | 2012 - 2013 |
| Ferencvárosi        | Hungría | 2013        |
| Metropolitano       | Brasil  | 2014        |
| Atlético Paranaense | Brasil  | 2014        |
| Foz do Iguaçu       | Brasil  | 2015        |
| Internacional       | Brasil  | 2015        |
| Atlético Paranaense | Brasil  | 2016        |
| Metropolitano       | Brasil  | 2017        |
| Roasso Kumamoto     | Japón   | 2017        |
| Cascavel            | Brasil  | 2018        |